# Fábrica de construção de máquinas de Nizhny Novgorod
A Fábrica de construção de máquinas de Nizhny Novgorod (em russo:  Нижегородский машиностроительный завод, transl. Nizhegorodskiy mashinostroitel'nyy zavod) ou Sociedade anônima aberta NMZ é uma fábrica de artilharia russa (anteriormente soviética) no distrito de Sormovo, em Gorky. Incluía o escritório de desenvolvimento de artilharia TsAKB, liderado por Vasiliy Grabin.
Atualmente faz parte da Almaz-Antey juntamente com a Filial Almaz-Antey no. 1. Em 1994, a empresa foi incorporada e transformada em sociedade anônima aberta. O controle acionário pertence à estrutura estatal OJSC Preocupação com Defesa Aérea Almaz-Antey.

## Nomes
Os nomes anteriores desta fábrica incluem Fábrica de construção de máquinas de Gorky (em russo:  Горьковский машиностроительный завод, transl. Gor'kovskiy mashinostroitel'nyy zavod), Fábrica de construção de máquinas União Nova Sormovo ( em russo:  Союзный машиностроительный завод «Новое Сормово», transl. Soyuznyy mashinostroitel'nyy zavod «Novoye Sormovo», Novoye Sormovo), Fábrica Josef Stálin nº 92 em russo:  Завод імені Сталіна, transl. Zavod imeni Stalina; ZiS), e Fábrica de Artilharia nº 92.

## Produtos
Seus produtos incluíam:
- Canhão antitanque ZiS-2 57mm
- Canhão divisional ZiS-3 76,2mm
- Canhão de tanque ZiS-5 de 76,2mm (versão do canhão de tanque F-34)
- Canhão antitanque autopropulsado ZiS-30
- Canhão de tanque ZiS-S-53 85mm

### Produtos atuais
- Usina nuclear baseada em navio para a Marinha (incluindo navios de superfície e submarinos)
Em 2006, Rosenergoatom e Sevmash assinaram um contrato para a usina nuclear flutuante. A NMZ produziu as usinas nucleares KLT-40S para isso.
- Sistemas de mísseis terra-ar, armas antiaéreas, sistemas de mísseis antibalísticos e radares[3]
- Artilharia
- NMZ Production, equipe que realiza curtas-metragens.